# Marcjan Józef Dąbrowski
Marcjan Józef Dąbrowski herbu Junosza – marszałek wiłkomierski w latach 1723–1737, podkomorzy wiłkomierski w latach 1720–1723, chorąży wiłkomierski w latach 1716–1720, podstoli wiłkomierski w latach 1703–1716, sędzia kapturowy na sejmie elekcyjnym 1733 roku.
Poseł wiłkomierski na sejm 1718 roku. Był posłem powiatu wiłkomierskiego na sejm 1729 roku, sejm 1730 roku i sejm nadzwyczajny 1733 roku.